# بلدة بينينغتون (ميشيغان)
بينينغتون (بالإنجليزية: Bennington Township, Michigan)‏ هي بلدة تقع بولاية ميشيغان في الولايات المتحدة. تبلغ مساحتها 95.3 (كم²)، وترتفع عن سطح البحر 251 م، بلغ عدد سكانها 3168 نسمة في عام تعداد الولايات المتحدة 2010 حسب إحصاء مكتب تعداد الولايات المتحدة وتصل الكثافة السكانية فيها 31.9 نسمة/كم2.

## وصلات خارجية
- The US50 - Cities and Towns in Michigan State
- Michigan Cities and Towns, Facts, Map, Flag, Colleges, Government, and More